# Biscuit aux amandes
Les biscuits aux amandes, ou cookies aux amandes, sont préparés de différentes façons selon les cultures. Ce sont généralement des biscuits assez colorés avec une amande coupée au-dessus. En Chine, les biscuits sont généralement préparés avec de la farine d'amande.
D'autres sortes de biscuits aux amandes sont préparés dans d'autres pays comme les macarons, les almendrados espagnols, les mandelbrots juifs ashkenazes ou bien les sandkakers norvégiens.

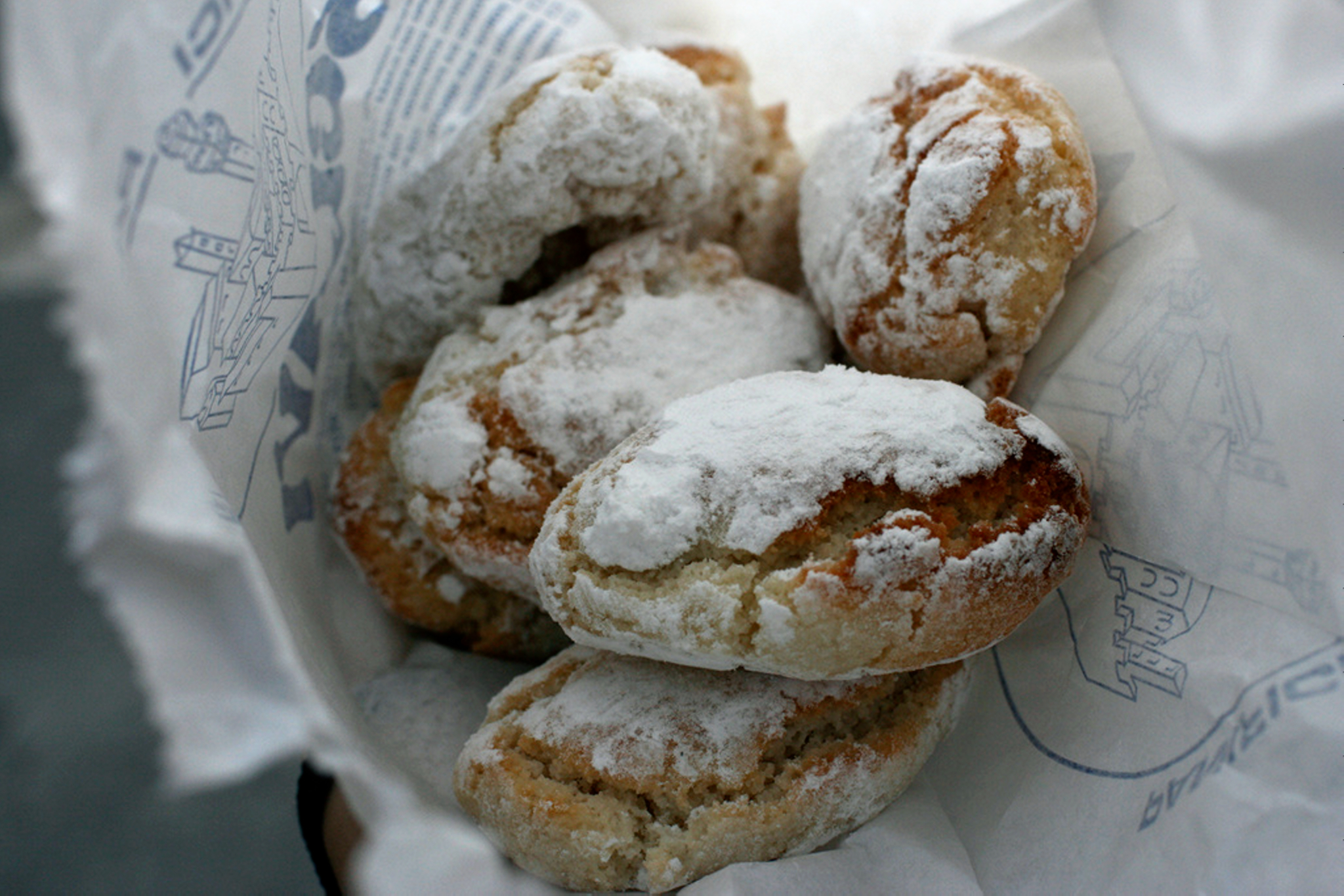
Les Ricciarellis sont des biscuits aux amandes toscans.
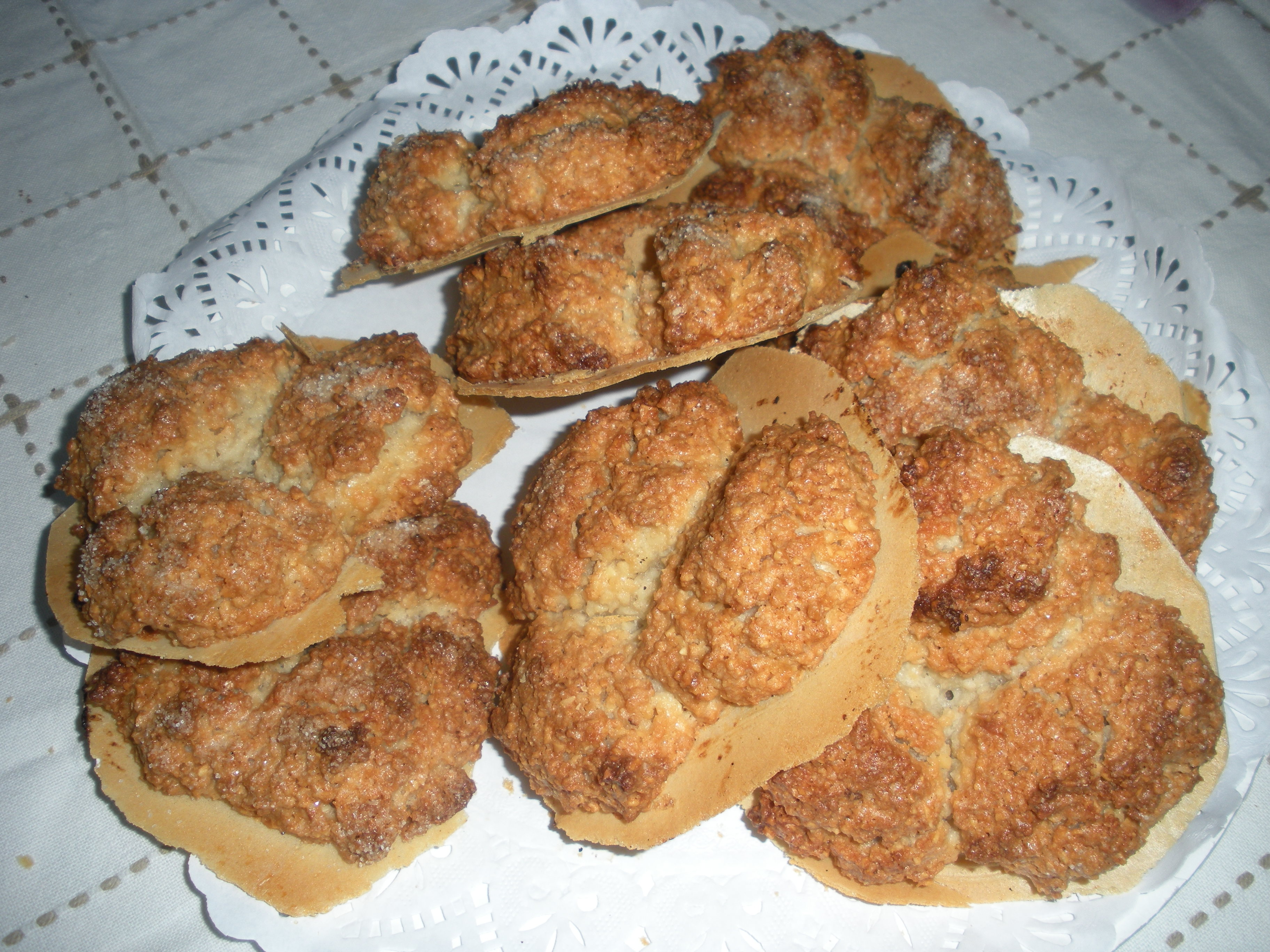
Les Almendrados sont des biscuits aux amandes espagnols.
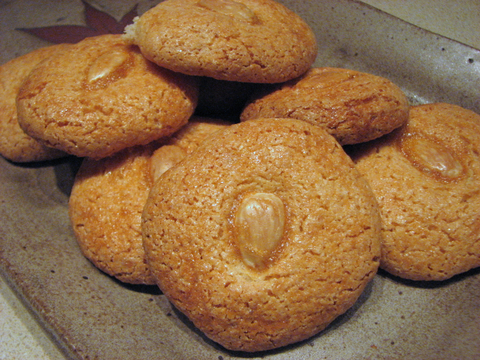
Les acıbadem kurabiyesi sont des biscuits turcs.